# Марбл-Гілл (Міссурі)
Марбл-Гілл (англ. Marble Hill) — місто (англ. city) в США, в окрузі Боллінджер штату Міссурі. Населення — 1388 осіб (2020).

## Географія
Марбл-Гілл розташований за координатами 37°18′9″ пн. ш. 89°58′55″ зх. д. / 37.30250° пн. ш. 89.98194° зх. д. (37.302440, -89.982053).  За даними Бюро перепису населення США в 2010 році місто мало площу 4,25 км², з яких 4,24 км² — суходіл та 0,01 км² — водойми.

### Клімат
| Клімат : Марбл-Гілл   | Клімат : Марбл-Гілл | Клімат : Марбл-Гілл | Клімат : Марбл-Гілл | Клімат : Марбл-Гілл | Клімат : Марбл-Гілл | Клімат : Марбл-Гілл | Клімат : Марбл-Гілл | Клімат : Марбл-Гілл | Клімат : Марбл-Гілл | Клімат : Марбл-Гілл | Клімат : Марбл-Гілл | Клімат : Марбл-Гілл | Клімат : Марбл-Гілл |
| Показник              | Січ.                | Лют.                | Бер.                | Квіт.               | Трав.               | Черв.               | Лип.                | Серп.               | Вер.                | Жовт.               | Лист.               | Груд.               | Рік                 |
| Середній максимум, °C | 6,1                 | 10,0                | 15,6                | 21,1                | 25,6                | 29,4                | 31,7                | 31,1                | 27,8                | 22,2                | 14,4                | 8,3                 | 20,3                |
| Середній мінімум, °C  | −5,6                | −3,3                | 1,7                 | 6,1                 | 11,7                | 16,1                | 18,9                | 17,2                | 13,3                | 6,1                 | 1,7                 | −3,3                | 6,8                 |
| Норма опадів, мм      | 82                  | 81                  | 125                 | 116                 | 117                 | 107                 | 107                 | 91                  | 90                  | 86                  | 123                 | 110                 | 1234                |
| --------------------- | ------------------- | ------------------- | ------------------- | ------------------- | ------------------- | ------------------- | ------------------- | ------------------- | ------------------- | ------------------- | ------------------- | ------------------- | ------------------- |
| Джерело:              |                     |                     |                     |                     |                     |                     |                     |                     |                     |                     |                     |                     |                     |

## Демографія
Згідно з переписом 2010 року, у місті мешкало 1477 осіб у 604 домогосподарствах у складі 369 родин. Густота населення становила 347 осіб/км².  Було 705 помешкань (166/км²).
Расовий склад населення:
| - 96,4 % — білих - 1,0 % — корінних американців - 0,8 % — азіатів |

До двох чи більше рас належало 1,4 %. Частка іспаномовних становила 1,8 % від усіх жителів.
За віковим діапазоном населення розподілялося таким чином: 24,8 % — особи молодші 18 років, 54,3 % — особи у віці 18—64 років, 20,9 % — особи у віці 65 років та старші. Медіана віку мешканця становила 39,8 року. На 100 осіб жіночої статі у місті припадало 76,7 чоловіків;  на 100 жінок у віці від 18 років та старших — 72,4 чоловіків також старших 18 років.
Середній дохід на одне домашнє господарство  становив 35 985 доларів США (медіана — 30 602), а середній дохід на одну сім'ю — 42 614 долари (медіана — 43 750). За межею бідності перебувало 26,7 % осіб, у тому числі 33,3 % дітей у віці до 18 років та 20,7 % осіб у віці 65 років та старших.
Цивільне працевлаштоване населення становило 534 особи. Основні галузі зайнятості: освіта, охорона здоров'я та соціальна допомога — 26,2 %, виробництво — 20,4 %, роздрібна торгівля — 9,7 %, будівництво — 7,5 %.